# Truganini

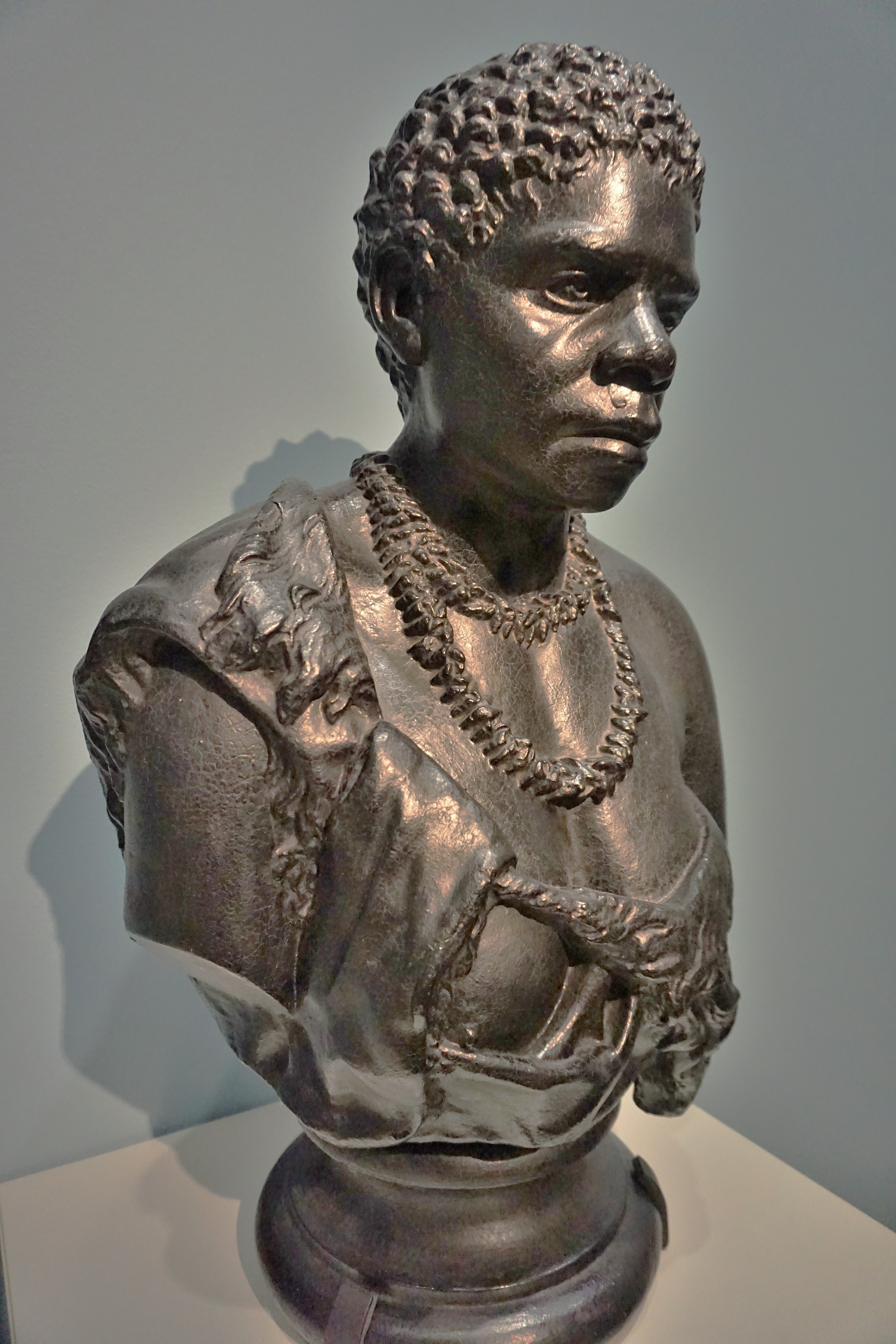
Büste von Truganini (1836)

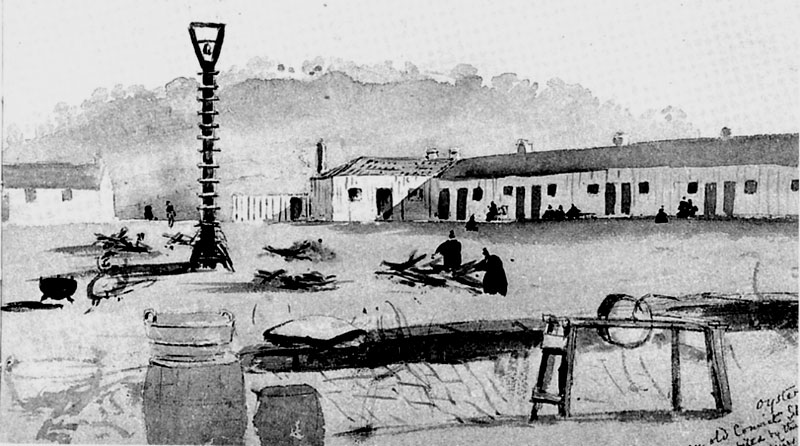
Oyster Cove, der letzte Wohnort von Truganini

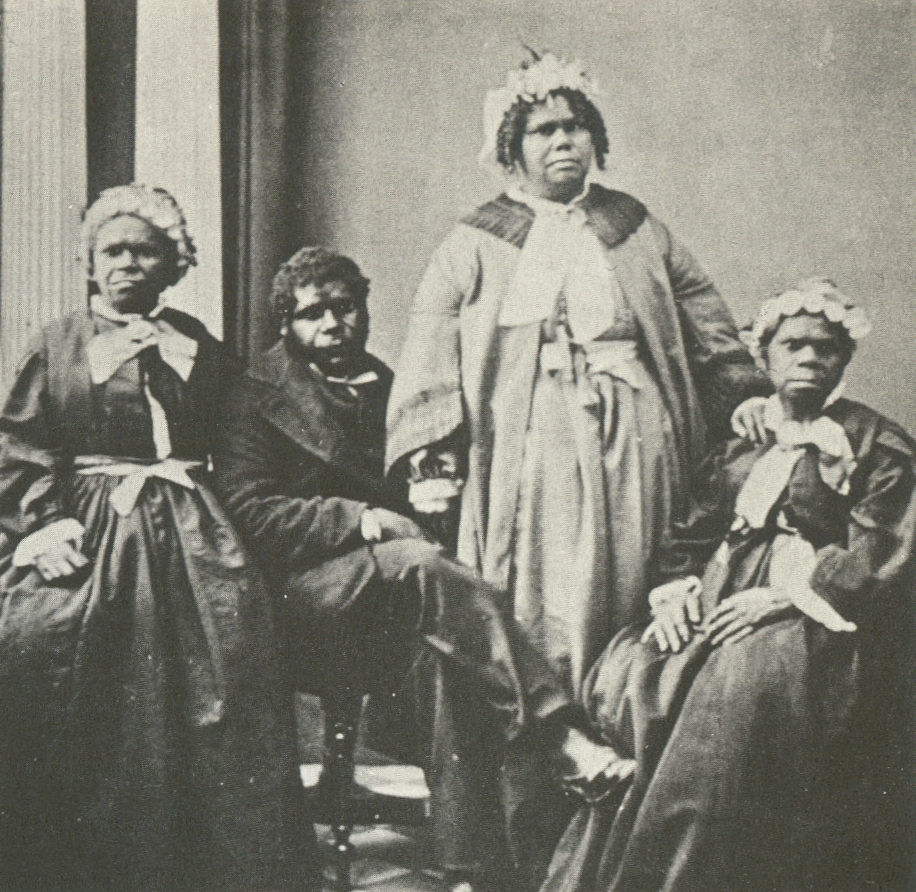
Die letzte Gruppe von Tasmaniern, etwa 1860. Truganini sitzt rechts.

Truganini (* um 1812, vermutlich Bruny Island; † 8. Mai 1876 in Hobart, Tasmanien), auch Lalla Rookh, Tucanini, Trugernanner und Trukanini, galt lange als die letzte unvermischte Tasmanierin, wurde jedoch von Fanny Cochrane Smith überlebt.

## Frühes Leben
Truganini war eine Tochter des Stammesältesten Mananga der Aborigines von Bruny Island. Ihre Mutter, ihre Schwester, ihr Onkel und der Mann, den sie heiraten sollte, wurden von den britischen Besatzern umgebracht oder entführt. Sie heiratete dreimal, ihr letzter Ehemann war der letzte unvermischte Tasmanier William Lanne.

## Truganini und Robinson
Truganini wurde nach dem Black War und der sogenannten Black Line wie die anderen Aborigines nach Wybalenna, ein Reservat der Tasmanier, auf Flinders Island gebracht, wohin Chief Protector of Aborigines George Augustus Robinson sie deportieren ließ. Seinen Versprechen auf einen vor Übergriffen der europäischen Eindringlinge geschützten Ort folgend ging sie mit ihm im Jahre 1838 nach Port Phillip, wo Robinson ein ähnliches Lager wie in Wybalenna plante.
Truganini ist die Aborigine, über die die meiste Detailinformation bekannt sind. Als langjährige Begleiterin Robinsons in Tasmanien und Australien lernte Robinson durch sie sehr viel über die Kultur der Aborigines. Robinson führte zahlreiche Aufzeichnungen, die wissenschaftliche Untersuchungen über die Kultur und das Leben der Tasmanier ermöglichten. 1847 wurde Wybalenna aufgelöst, und die 47 Überlebenden von ursprünglich 220 Aborigines kamen wie auch sie nach Oyster Cove in eine ehemalige Sträflingssiedlung. Auf Oyster Cove war sie die letzte Überlebende der Tasmanier. 1872 bot ihr Lucy Beeton ein Haus auf der Badger Island an, was sie jedoch nicht annahm. 1876 starb sie in Hobart.

## Vermächtnis
Zwei Jahre nach ihrer Beerdigung wurde sie exhumiert und wissenschaftlichen Untersuchungen zugeführt. Von 1903 bis 1907 wurde ihr Skelett im Tasmanian Museum ausgestellt. Erst hundert Jahre nach ihrem Tod wurden Truganinis sterbliche Überreste, nach weiteren zahlreichen wissenschaftlichen Untersuchungen, gemäß ihren testamentarischen Wünschen eingeäschert. Ihre Asche wurde, nahe ihrem Geburtsort, im D’Entrecasteaux-Kanal verstreut.
2002 wurden Haare und Hautteile von Truganini mit weiteren menschlichen Knochen von Aborigines, die sich im Royal College of Surgeon's Museum in Oxford befanden, an Rodney Dillon, dem tasmanischen Vertreter der Aboriginal and Torres Strait Islander Commission in Großbritannien übergeben. Jeanette James, ein Mitglied der Delegation der Aborigines, sagte in Großbritannien, dass die menschlichen Überreste von Truganini und die der nicht identifizierten Aborigines entsprechend den Zeremonien der Aborigines beigesetzt werden.

## Erinnerung
Der Künstler Benjamin Law gestaltete im Jahr 1836 eine lebensnahe Büste von Truganini, die in der National Portrait Gallery ausgestellt ist. Die australische Rockband Midnight Oil benannte einen ihrer Songs nach ihr. Truganini ist außerdem eine der Hauptfiguren in Mudrooroos Roman Doctor Wooreddy’s Prescription for Enduring the Ending of the World, der von den letzten Überlebenden der tasmanischen Aborigines – aus Sicht der Betroffenen – handelt.